# Machaonia subinermis
Machaonia subinermis är en måreväxtart som beskrevs av Ignatz Urban. Machaonia subinermis ingår i släktet Machaonia och familjen måreväxter.
Artens utbredningsområde är Kuba.

## Underarter
Arten delas in i följande underarter:
- M. s. armata
- M. s. subinermis